# Anton Martin Slomšek
Anton Martin Slomšek, född den 26 november 1800 i Slom nära byn Ponikva i kommunen Šentjur, Slovenien, död den 24 september 1862 i Maribor, Slovenien, Kejsardömet Österrike, var en slovensk biskop, författare och poet. 
Han strävade och kämpade för den religiösa och allmänna bildningen i Slovenien och skrev många böcker om dessa ämnen. 
Slomšek studerade teologi och filosofi innan han blev andlig ledare vid seminariet i Klagenfurt 1829-1838. År 1846 blev Slomšek präst i Celje och samma år blev han biskop av Lavant. Biskopssätet flyttade 1859 till Maribor. Han ansågs vara en duktig och ödmjuk präst, som också skrev sånger. Sången En hribček bom kupil (Jag kommer att köpa en liten kulle) sjungs än idag och är väldigt populär.  var, tillsammans med Andrej Einspieler och Anton Janežič, grundare av det äldsta slovenska bokförlaget (Hermagoras). Han stiftade 1846 föreningen Drobtinice, som 1852 uppgick i Družba Sv. Mohorja. Påven Johannes Paulus II beskrev 1996 Slomšek som en "vördnadsvärd tjänare till Gud". Han saligförklarades 1999. Idag står en staty till hans ära utanför katedralen i Maribor och området runt katedralen heter Slomškov trg (Slomšeks torg).